# Спилберг, Дестри
Де́стри Э́ллин Спи́лберг (англ. Destry Allyn Spielberg; род. 1 декабря 1996, Лос-Анджелес, Калифорния) — американская кинорежиссёр и актриса; дочь режиссёра Стивена Спилберга и актрисы Кейт Кэпшоу.

## Жизнь
Спилберг родилась в Лос-Анджелесе и является младшим биологическим ребёнком Стивена Спилберга и его второй жены Кейт Кэпшоу. У неё есть три сестры: Саша Спилберг, Микаэла Спилберг и единокровная сестра Джессика Кэпшоу; а также три брата: Сойер Спилберг, Тео Спилберг и единокровный брат Макс Спилберг. Во время карьеры в конном спорте с ней произошёл несчастный случай, и она перешла в кинематограф. В 19 лет она работала моделью в DT Model Management. Она помолвлена с актёром Дженком Леграном.

## Карьера
Спилберг сыграла второстепенные роли в мини-сериале «Я знаю, что это правда» и получившем признание критиков фильме «Лакричная пицца» (2021), а также работала помощником продюсера и реквизитором в фильмах своего отца. Добившись ограниченного успеха в актёрской карьере, она спродюсировала, срежиссировала и снялась в собственном короткометражном фильме Rosie в 2019 году, который был показан на Международном кинофестивале в Сохо.
В 2022 году она сняла короткометражный фильм Let Me Go (The Right Way) с Брайаном д’Арси Джеймсом в главной роли, премьера которого состоялась на фестивале «Трайбека», и который получил премию «Лучший триллер» на женском кинофестивале «Город ангелов». Короткометражка, в которой снялся сын Шона Пенна, Хоппер Пенн, и сценарий которой был написан сыном Стивена Кинга писателем Оуэном Кингом, вызвала критику со стороны Франклина Леонарда и обвинения в непотизме. Спилберг отрицала это, признав наличие у себя привилегий и сославшись на собственные трудности, но позже удалила твит. Короткометражку посмотрел Бэзил Иваник, который и предложил ей снять её первый фильм. В декабре 2022 года было объявлено о том, что она снимет фильм Four Assassins (And A Funeral) для Thunder Road Films.
В 2024 году она дебютировала в качестве режиссёра полнометражного фильма «Одни из нас» с Мишель Докери в главной роли.